# Золотий м'яч 1979
«Золотий м'яч 1979»

25 грудня 1979
Найкращий футболіст Європи: 
 Кевін Кіган
 (вдруге)

← 1978 * Золотий м'яч * 1980 →
Золотий м'яч 1979 року — 24-те щорічне вручення нагороди найкращому футболісту Європи, за підсумками опитування від журналу «Франс Футбол».

## Процедура голосування
Участь у голосуванні за визначення найкращого футболіста в Європі взяли представники 26 футбольних асоціацій УЄФА, зокрема: Австрії, Англії, Бельгії, Болгарії, Греції, Данії, Ірландії, Іспанії, Італії, Люксембурга, Нідерландів, НДР, Польщі, Португалії, Румунії, СРСР, Туреччини, Угорщини, Фінляндії, Франції, ФРН, Чехословаччини, Швейцарії, Швеції, Шотландії та Югославії. Вдруге поспіль серед респондентів не було представника Норвегії.
Кожен із членів журі обирав п'ятьох футболістів, які, на його думку, є найкращими гравцями Європи. За перше місце нараховували 5 очок, за друге — чотири, за третє — три, за четверте — два, за п'яте — одне очко. Переможець максимально міг отримати 130 очок.
Результати голосування були опубліковані 25 грудня 1979 року в журналі France Football (№ 1759).

## Підсумки голосування
Вдруге поспіль володарем нагороди став 28-річний англійський нападник клубу «Гамбург» Кевін Кіган. Англієць із значною перевагою випередив найближчих переслідувачів німця Румменіге та нідерландця Крола, він був відзначений в усіх 26 анкетах опитуваних. Переможний результат Кігана — 90,8 % максимально можливої кількості очок, що на той час було другим показником після результату Олега Блохіна у 1975 році (93,8 %).
Кевін Кіган приєднався до когорти футболістів, які вигравали «Золотий м'яч» щонайменше двічі: Альфредо Ді Стефано (1957, 1959), Йогана Кройфа (1971, 1973, 1974) та Франца Бекенбауера (1972, 1976).
| Місце | Гравець               | Клуб                               | Країна         | Очки | %      | Місця | Місця | Місця | Місця | Місця | К-ть голосів |
| Місце | Гравець               | Клуб                               | Країна         | Очки | %      | 1-ше  | 2-ге  | 3-тє  | 4-те  | 5-те  | К-ть голосів |
| ----- | --------------------- | ---------------------------------- | -------------- | ---- | ------ | ----- | ----- | ----- | ----- | ----- | ------------ |
| 1     | Кевін Кіган           | Гамбург                            | Англія         | 118  | 90.8 % | 18    | 6     |       | 2     |       | 26           |
| 2     | Карл-Гайнц Румменігге | Баварія                            | ФРН            | 52   | 40 %   | 2     | 5     | 5     | 3     | 1     | 16           |
| 3     | Руд Крол              | Аякс                               | Нідерланди     | 41   | 31.5 % | 3     |       | 4     | 6     | 2     | 15           |
|       |                       |                                    |                |      |        |       |       |       |       |       |              |
| 4     | Манфред Кальц         | Гамбург                            | ФРН            | 27   | 20.8 % | 1     | 2     | 3     | 2     | 1     | 9            |
| 5     | Мішель Платіні        | Нансі Сент-Етьєн                   | Франція        | 23   | 17.7 % | 1     | 2     | 2     | 1     | 2     | 8            |
| 6     | Паоло Россі           | Віченца Перуджа                    | Італія         | 16   | 12.3 % |       | 2     | 1     | 2     | 1     | 6            |
| 7     | Тревор Френсіс        | Детройт Експрес Ноттінгем Форест   | Англія         | 13   | 10 %   |       | 2     | 1     |       | 2     | 5            |
| 7     | Ліам Бреді            | Арсенал                            | Ірландія       | 13   | 10 %   |       | 1     | 1     | 2     | 2     | 6            |
| 9     | Збігнев Бонек         | Відзев (Лодзь)                     | Польща         | 8    | 6.2 %  |       | 2     |       |       |       | 2            |
| 9     | Зденек Негода         | Дукла (Прага)                      | Чехословаччина | 8    | 6.2 %  |       |       | 2     |       | 2     | 4            |
|       |                       |                                    |                |      |        |       |       |       |       |       |              |
| 11    | Кенні Далгліш         | Ліверпуль                          | Шотландія      | 7    | 5.4 %  |       | 1     | 1     |       |       | 2            |
| 11    | Аллан Сімонсен        | Боруссія (Менхенгладбах) Барселона | Данія          | 7    | 5.4 %  |       | 1     |       | 1     | 1     | 3            |
| 13    | Пауль Брайтнер        | Баварія                            | ФРН            | 6    | 4.6 %  |       |       | 2     |       |       | 2            |
| 13    | Кес Кіст              | АЗ                                 | Нідерланди     | 6    | 4.6 %  |       |       | 1     | 1     | 1     | 3            |
| 15    | Джонні Реп            | Бастія Сент-Етьєн                  | Нідерланди     | 5    | 3.8 %  | 1     |       |       |       |       | 1            |
| 15    | Тоні Вудкок           | Ноттінгем Форест Кельн             | Англія         | 5    | 3.8 %  |       | 1     |       |       | 1     | 2            |
| 15    | Ганс Кранкль          | Барселона                          | Австрія        | 5    | 3.8 %  |       |       | 1     | 1     |       | 2            |
| 15    | Сафет Сушич           | Сараєво                            | Югославія      | 5    | 3.8 %  |       |       | 1     | 1     |       | 2            |
| 19    | Улі Штіліке           | Реал Мадрид                        | ФРН            | 4    | 3.1 %  |       | 1     |       |       |       | 1            |
| 20    | Маріус Трезор         | Олімпік (Марсель)                  | Франція        | 3    | 2.3 %  |       |       | 1     |       |       | 1            |
| 21    | Жуан Алвеш            | Бенфіка ПСЖ                        | Португалія     | 2    | 1.5 %  |       |       |       | 1     |       | 1            |
| 21    | Франко Каузіо         | Ювентус                            | Італія         | 2    | 1.5 %  |       |       |       | 1     |       | 1            |
| 21    | Гордон Макквін        | Манчестер Юнайтед                  | Шотландія      | 2    | 1.5 %  |       |       |       | 1     |       | 1            |
| 21    | Рене ван де Керкгоф   | ПСВ                                | Нідерланди     | 2    | 1.5 %  |       |       |       | 1     |       | 1            |
| 21    | Бруно Пеццай          | Айнтрахт                           | Австрія        | 2    | 1.5 %  |       |       |       |       | 2     | 2            |
| 21    | Сімон Тахамата        | Аякс                               | Нідерланди     | 2    | 1.5 %  |       |       |       |       | 2     | 2            |
| 27    | Хуан Мануель Асенсі   | Барселона                          | Іспанія        | 1    | 0.8 %  |       |       |       |       | 1     | 1            |
| 27    | Тревор Брукінг        | Вест Гем                           | Англія         | 1    | 0.8 %  |       |       |       |       | 1     | 1            |
| 27    | Ронні Гельстрем       | Кайзерслаутерн                     | Швеція         | 1    | 0.8 %  |       |       |       |       | 1     | 1            |
| 27    | Гансі Мюллер          | Штутгарт                           | ФРН            | 1    | 0.8 %  |       |       |       |       | 1     | 1            |
| 27    | Антонін Паненка       | Богеміанс 1905                     | Чехословаччина | 1    | 0.8 %  |       |       |       |       | 1     | 1            |
| 27    | Вальтер Шахнер        | Аустрія (Відень)                   | Австрія        | 1    | 0.8 %  |       |       |       |       | 1     | 1            |

## Цікаві факти
- Розподіл по амплуа серед 32 футболістів згаданих в анкетах наступний: 1 воротар, 6 захисників, 12 півзахисників та 13 нападників.[2]
- Втретє за час проведення опитувань за переможця віддали свої голоси респонденти усіх країн, що взяли участь в опитуванні. Раніше усі голоси респондентів отримували Йоган Кройф (1974) та Олег Блохін (1975).
- Кевін Кіган втретє поспіль потрапив у трійку найкращих на підсумками опитування.
- Кевін Кіган став другим футболістом після Йогана Кройфа (1973, 1974), який виграв «Золотий м'яч» двічі поспіль.
- Представник Англії вчетверте виграв трофей «Золотий м'яч». За цим показником Англія вийшла в лідери, по три нагороди мали Іспанія, Нідерланди та ФРН.
- «Гамбург» став 5-м клубом представник якого виграв трофей «Золотий м'яч» більше одного разу. Найбільше таких нагород було в «Манчестер Юнайтед», «Реал» (Мадрид), «Баварія» та «Барселони» — по 3 нагороди.
- 32 гравці згадані в анкетах представляли 15 країн, з них найбільше було від Нідерландів та ФРН — по 5, від Англії — 4, Австрії — 3, від Франції, Шотландії, Італії та Чехословаччини — по 2 гравці.
- Представники ФРН 23 роки поспіль були серед номінантів на нагороду, другий найкращий показник був у італійців — 20 поспіль попадань у заліки опитувань. Усього за 24 роки вручення нагороди футболісти ФРН та Італії згадувалися в анкетах хоча б одного разу у 23-х опитуваннях, гравці Англії згадувалися в анкетах у 22-х опитуваннях, Іспанії — у 21-му, Франції — у 20-ти, СРСР — у 19-ти, Швеції — у 18-ти, Угорщини — у 17-ти опитуваннях.
- Втретє поспіль і в п'ятий раз в історії в списках номінантів не виявилося жодного футболіста із СРСР.
- Німецькі футболісти найчастіше попадали в загальний залік опитувань — 84 рази, італійські — 71, англійські — 68, угорські — 45, іспанські — 42, радянські та нідерландські — по 40 разів.
- Вшосте лауреатом трофею став представник німецької першості. Німецький чемпіонат зрівнявся за цим показником з іспанським — в обох по 6 трофеїв, в англійської першості було в активі 4 трофеї.
- Всього в анкетах були згадані гравці із 26 клубів, серед них найбільше було представників «Барселони» — 3, «Баварії», «Гамбурга», «Аякса» та «Сент-Етьєна» — по 2, ще із 21 клубу — по 1 гравцю.
- Всього за 24 роки в анкетах був згаданий 301 футболіст зі 137 клубів. Футболісти мадридського «Реала» були згадані в опитуваннях хоча б одного разу у 19-ти випадках, «Манчестер Юнайтед», «Ювентуса» та «Інтернаціонале» — у 15-ти, «Баварії» та «Мілана» — у 14-ти, «Тоттенгем Готспур», «Барселони», «Бенфіки» та празької «Дукли» — у 12-ти, «Аякса», московського «Динамо» та «Уйпешта» — в 11-ти випадках.
- Вперше в опитуваннях були згадані гравці 4 клубів, зокрема: «Перуджи», лондонського «Арсенала», «АЗ» та «Богеміанс 1905».
- Рекордсменами за кількістю попадань у заліки опитувань залишалися Франц Бекенбауер та Йоган Кройф — в обох по 12 номінацій, у Еусебіу було 11 номінацій, у Льва Яшина, Джанні Рівери та Герда Мюллера — по 10, Боббі Чарлтона та Сандро Маццоли — по 9 номінацій.
- Лідером за кількістю потраплянь у п'ятірку найкращих залишався Франц Бекенбауер — 10 разів, у найближчого переслідувача Йогана Кройфа було 7 потраплянь, 6 — у Еусебіу.